# 26909 Lefschetz
26909 Lefschetz este un asteroid din centura principală de asteroizi.

## Descriere
26909 Lefschetz este un asteroid din centura principală de asteroizi. A fost descoperit pe 24 aprilie 1996 la Prescott (Arizona) de Paul G. Comba. Asteroidul prezintă o orbită caracterizată de o semiaxă mare de 2,61 ua, o excentricitate de 0,17 și o înclinație de 12,2° în raport cu ecliptica.